# Koppeschaar (planetoïde)
(7973) Koppeschaar is een planetoïde, genoemd naar de Nederlandse wetenschapsjournalist en schrijver over astronomie Carl Koppeschaar.
De planetoïde werd ontdekt op 29 september 1973 door C. J. van Houten, I. van Houten-Groeneveld en T. Gehrels.
Planetoïde Koppeschaar bevindt zich in de planetoïdengordel tussen de banen van Mars en Jupiter. 
De omlooptijd rond de zon is 4,865 jaar.